# Klooster Mariastichting (Den Haag)
Het Klooster Mariastichting is een voormalig rooms-katholiek klooster aan de Toussaintkade 43 in Den Haag.
Het klooster werd in 1895 gebouwd voor de zusters Augustinessen van Heemstede. De bouw werd gefinancierd door het echtpaar La Chapelle en diende als pension voor "gehuwden uit den deftigen stand" en als bejaardenhuis. De architect was Nicolaas Molenaar sr., een leerling van Pierre Cuypers. Hij ontwierp een klooster met kapel en een vierkante traptoren in neorenaissance-stijl.
Tegenwoordig is het pand geen klooster meer. Het is in gebruik bij de stichting KesslerPerspektief en dient als Beschermd-woonomgeving.